# Almancil
A Freguesia de Almancil (ou de Almansil), com sede na vila de Almancil, é uma freguesia portuguesa do Município de Loulé, com 62,30 km² de área e 11291 habitantes (censo de 2021), tendo, por isso, uma densidade populacional de 181,2 hab./km².

## Toponímia
Segundo muitos autores, o termo "Almansil" é incorrecto, defendendo-se a forma Almancil, com c, porque teria origem no termo árabe "Almançal" ("estalagem"). Há quem defenda, contudo, que o nome provém da palavra, também árabe, "Almansil" (curso de água).[carece de fontes?]

## História
Localizada na orla costeira do município de Loulé, Almancil é sede de freguesia desde 1836. Com o desenvolvimento desta localidade nas primeiras décadas do século XIX é extinta a freguesia de São João da Venda e o seu território dividido entre os municípios de Faro e de Loulé. É então criada a freguesia de S. João Batista de Almancil a partir de parte do território de São João da Venda e de parte do território da freguesia de São Clemente.
É, no entanto, a partir da década de 1970 que, devido ao fluxo turístico direcionado para o Algarve, esta freguesia começa a crescer significativamente em população. Por esse motivo, em 18 de dezembro de 1987, a localidade de Almancil, sede da freguesia, é elevada à categoria de vila.
A ocupação do território que hoje constitui a Freguesia de Almancil remontará ao Paleolítico, tendo sido aí recolhidos alguns vestígios arqueológicos datados desta época. No entanto, os mais importantes vestígios arqueológicos identificados na freguesia datam do período romano, sendo reconhecidos vestígios desta época em locais como São João da Venda, Ludo e Quinta do Lago, este último com ocupação também do período islâmico. 
No século XVI Alexandre Massai, ao serviço da coroa portuguesa, realiza o levantamento das fortalezas costeiras do Algarve e é a partir desse documento que se conhece a planta do forte de Farrobilhas, antiga fortificação existente na freguesia de Almancil e da qual hoje não restam vestígios, destruídos devido ao avanço da linha de costa. As visitações da ordem de Santiago, em meados do século XVII, mencionam ainda a existência da Ermida de Nossa Senhora de Farrobilhas, atualmente destruída. 
No século XVIII, a reconstrução da Ermida de São Lourenço, então arruinada, em cumprimento de uma promessa feita ao santo pela população e com a ajuda de esmolas dos fiéis, trouxe novo impulso à vida religiosa da comunidade. O templo, que quase não sofreu com o terramoto de 1755, torna-se um dos mais importantes da região, afluindo a esta igreja grande quantidade de fiéis no dia 10 de Agosto, dia da festa de São Lourenço. Esta é uma igreja notável sobretudo pelo revestimento azulejar, que retrata a vida do santo em oito painéis figurativos que revestem as paredes. A cúpula, totalmente forrada a azulejos da autoria de Policarpo de Oliveira Bernardes, é única em Portugal. O edifício foi declarado Imóvel de Interesse Público em 1946. 
No dia 4 de Outubro 2024, Almancil foi elevada à categoria de cidade.

## Paisagem natural
A vertente de paisagem natural da freguesia não pode igualmente ser negligenciada – a parte ocidental do Parque Natural da Ria Formosa, sítio de elevado valor botânico e habitat natural de raras espécies ornitológicas, fica aqui localizada. A zona costeira, com cerca de 12 km, onde se localizam as famosas praias do Ancão, Quinta do lago, Garrão e Vale do Lobo, é também uma das atrações desta freguesia. Atualmente vários empreendimentos turísticos de renome internacional aqui ficam localizados e alguns dos seus campos de [[golfe] estão considerados entre os melhores do mundo.

## Património
- Igreja de São Lourenço de Almancil[5]
- Ermida de São João da Venda

## Personalidades ilustres
- António Bota Filipe (1930 - 2020) - Militar e artista plástico
- Cristóvão Guerreiro Norte (1938 - 2016) - Deputado

## Demografia
A população registada nos censos foi:
| Distribuição da População por Grupos Etários | Distribuição da População por Grupos Etários | Distribuição da População por Grupos Etários | Distribuição da População por Grupos Etários | Distribuição da População por Grupos Etários |
| -------------------------------------------- | -------------------------------------------- | -------------------------------------------- | -------------------------------------------- | -------------------------------------------- |
| Ano                                          | 0-14 Anos                                    | 15-24 Anos                                   | 25-64 Anos                                   | > 65 Anos                                    |
| 2001                                         | 1419                                         | 1292                                         | 4928                                         | 1160                                         |
| 2011                                         | 1676                                         | 1321                                         | 6403                                         | 1736                                         |
| 2021                                         | 1612                                         | 1108                                         | 6165                                         | 2406                                         |